# 박태상
박태상(1636년 ~ 1696년)은 조선 후기의 문신이며, 본관은 반남이다. 숙종 때 서인의 선봉장이었다. 박새체와도 일족을 구성했다.

## 생애
현종 때였던 1672년에 문과에 급제하여 정언, 지평, 교리를 거쳐 북평사로 있다가 이조좌랑이 되고 연이어 전라도암행어사로 나가서 민정을 다스렸다. 이후 수찬과 부수찬을 하다가 다시 함경도암행어사로 나가서 민정을 다스렸으며 1679년에 승지가 되며 당상관이 된다. 이후 동부승지, 이조참의, 예조참의, 대사간, 대사성을 두루 거쳐 평안도관찰사로 외직에 나가게 되고 곧 이조참판을 거쳐 대사간이 된다. 이후 이조참판, 도승지, 대사헌을 거쳐서 함경도관찰사로 외직에 나갔다가 기사환국 이후에 서인임에도 남인 정권에서 형조참판이 되었다. 그 후에 황해도관찰사로 외직에 나가있다가 갑술환국 이후 이조참판으로 특별히 제수되었고 형조판서, 홍문관제학, 예문관제학을 거쳐 대제학이 되고 예조판서로 승진, 대제학, 우참찬을 하며 지경연사를 겸하다가 대제학, 예조판서, 좌참찬을 거쳐서 지의금부사로 임명되고 다시 지경연사를 겸했다. 이후 대제학, 대사헌, 좌참찬을 하며 계속 지경연사를 겸했으며 이후 다시 예조판서가 되었고 대제학, 공조판서, 예조판서, 이조판서 등을 두루 했다. 이후 형조판서가 되었다.